# Eugenia luschnathiana
Eugenia luschnathiana là một loài thực vật có hoa trong Họ Đào kim nương. Loài này được (O.Berg) Klotzsch ex B.D.Jacks. mô tả khoa học đầu tiên năm 1893.